# Adelaide Institute
Das Adelaide Institute ist die zentrale Vereinigung von Holocaustleugnern in Australien. Das Institut mit Sitz in Adelaide unterhält enge Kontakte zu antisemitischen, holocaustleugnenden und rechtsextremen Personen und internationalen Organisationen.

## Organisation
Es wurde 1994 durch den deutschstämmigen Fredrick Toben gegründet, der bis 2009 Direktor der Einrichtung war. Danach übernahm Peter Hartung die Leitung. Die wenig institutionalisierte Einrichtung hatte in den 1990er Jahren mutmaßlich bis zu 250 Mitglieder.
1998 veranstaltete das Institute einen doppeltägigen Kongress mit Holocaustleugnern aus der ganzen Welt, darunter Arthur Butz und Jürgen Graf, Liveübertragungen erfolgten zu Robert Faurisson, Ahmed Rami, Charles Weber, Mark Weber und Ernst Zündel. Darüber hinaus war der Botschafter der Vereinigten Arabischen Emirate anwesend.
Es betreibt neben seinem Newsletter und der Webseite Adelaide Institute Online mit teilweise deutschsprachigen Inhalten auch ein Videoportal, welches holocaustleugnende, antiisraelische und antisemitische Propaganda verbreitet. Darüber hinaus findet eine Glorifizierung des NS-Regimes statt und es werden Verschwörungstheorien zum 11. September (siehe Verschwörungstheorien zu 9/11), zum Klimawandel und zu HIV/AIDS (siehe AIDS-Leugnung) propagiert.
Enge Verbindungen bestehen zu anderen einschlägigen Organisationen wie dem australischen Verlag Peace Books, bei dem Toben Schriften verlegt, und dem kalifornischen Institute for Historical Review. Toben nahm außerdem als Vertreter des Adelaide Instituts an der Holocaust-Konferenz im Iran 2006 teil. Bereits in den 1990er Jahren war er durch seine Vortragstätigkeit mehrmals im Iran zu Gast.

## Gerichtsverfahren

### Grundsatzurteil des BGH
Im November 1999 wurde Toben, der auf australischen Servern, die von der Homepage des Adelaide Institutes erreichbar sind, eigene revisionistische Inhalte speicherte, in erster Instanz vom Landgericht Mannheim in zwei Fällen vom Vorwurf der Volksverhetzung nach § 130 Abs. 3 StGB („Auschwitz-Lüge“) freigesprochen, da es sich um ein abstraktes Gefährdungsdelikt im Sinne des § 9 Abs. 1 3. Alt. StGB  handle. Toben wurde zunächst nur wegen Beleidigung in Tateinheit mit der Verunglimpfung des Andenkens Verstorbener und in einer weiteren Tateinheit mit Volksverhetzung zu einer 10-monatigen Freiheitsstrafe verurteilt. Mit der Revision der Staatsanwaltschaft zum Bundesgerichtshof (BGH) erging am 12. Dezember 2000 in der Entscheidung des 1. Strafsenats ein Grundsatzurteil. Demnach wurden zum ersten Mal auch außerhalb des Staatsgebietes publizierte Internetinhalte von Ausländern, sofern in Deutschland abrufbar, nach deutschem Recht strafbar. Einer erneuten Verhandlung entzog sich Toben durch seine Rückreise nach Australien.

### Urteil des Federal Court of Australia
2002 verhandelte der Federal Court of Australia wegen des Verdachts der Verletzung der Section 18C des Racial Discrimination Act. Zuvor machte die Human Rights and Equal Opportunity Commission (HREOC) auf holocaustleugnende und antisemitische Inhalte aufmerksam. Das Adelaide Institut war nach der Gerichtsentscheidung angehalten, alle rassistischen Inhalte von ihrer Webseite zu löschen. Dem widersetzte sich Toben, weshalb er 2009 zu einer dreimonatigen Freiheitsstrafe verurteilt wurde.

## Rechtlicher Hinweis
Die Website des Adelaide Institute wird in der deutschsprachigen Wikipedia aus Rechtsgründen nicht verlinkt.